# Uthinia albisignalis
Uthinia albisignalis är en fjärilsart som beskrevs av George Francis Hampson 1896. Uthinia albisignalis ingår i släktet Uthinia och familjen Crambidae. Inga underarter finns listade i Catalogue of Life.